# Gimnastyka sportowa na Letnich Igrzyskach Olimpijskich 2008 – skoki kobiet
Skok były jedną z konkurencji rozgrywanych w ramach gimnastyki podczas Letnich Igrzysk Olimpijskich 2008 r. Zawody odbyły się na Krytym Stadionie Narodowym.

## Terminarz
Wszystkie godziny są podane w czasie pekińskim (UTC+08:00)
| Data             | Godzina |              |
| ---------------- | ------- | ------------ |
| 10 sierpnia 2008 | 12:00   | Kwalifikacje |
| 17 sierpnia 2008 | 18:46   | Finał        |

## Wyniki
Do finału kwalifikowało się osiem najlepszych zawodniczek, z zastrzeżeniem, że z jednego kraju mogą wystartować w finale maksymalnie dwie zawodniczki.
Na wynik składają się: punktacja za trudność wykonywanych elementów (wynik A) oraz ocena za "wykonanie, kompozycję i artyzm" (wynik B).
Każdy z zawodników oddawał dwa skoki punktowane. Średnia z dwóch skoków dawała łączny wynik.
| Pozycja | Zawodniczka             | Kraj              | Skok 1  | Skok 1  | Skok 1 | Skok 1    | Skok 2  | Skok 2  | Skok 2 | Skok 2    | Łącznie | Uwagi |
| Pozycja | Zawodniczka             | Kraj              | Wynik a | Wynik B | Kary   | Punktacja | Wynik a | Wynik B | Kary   | Punktacja | Łącznie | Uwagi |
| ------- | ----------------------- | ----------------- | ------- | ------- | ------ | --------- | ------- | ------- | ------ | --------- | ------- | ----- |
| 1.      | Cheng Fei               | Chiny             | 6,50    | 9,650   |        | 16,150    | 6,50    | 9,175   |        | 15,675    | 15,912  | Q     |
| 2.      | Hong Un-jong            | Korea Północna    | 6,50    | 9,150   |        | 15,650    | 6,50    | 9,300   |        | 15,800    | 15,725  | Q     |
| 3.      | Alicia Sacramone        | Stany Zjednoczone | 6,30    | 9,550   |        | 15,850    | 5,80    | 9,600   |        | 15,400    | 15,625  | Q     |
| 4.      | Oksana Chusovitina      | Niemcy            | 6,30    | 9,500   |        | 15,800    | 5,70    | 9,550   |        | 15,250    | 15,525  | Q     |
| 5.      | Anna Pawłowa            | Rosja             | 5,80    | 9,550   |        | 15,350    | 5,60    | 9,600   |        | 15,200    | 15,275  | Q     |
| 6.      | Carlotta Giovannini     | Włochy            | 5,80    | 9,300   |        | 15,100    | 5,90    | 9,275   |        | 15,175    | 15,137  | Q     |
| 7.      | Jade Barbosa            | Brazylia          | 5,80    | 9,400   | 0,1    | 15,100    | 5,60    | 9,400   |        | 15,000    | 15,050  | Q     |
| 8.      | Ariella Kaeslin         | Szwajcaria        | 6,30    | 8,925   |        | 15,225    | 5,50    | 9,225   |        | 14,725    | 14,975  | Q     |
| 9.      | Nastaśsia Maračkoŭskaja | Białoruś          | 5,80    | 9,475   |        | 15,275    | 5,00    | 9,300   |        | 14,300    | 14,787  | R     |
| 10.     | Nansy Damianova         | Kanada            | 5,50    | 9,200   |        | 14,700    | 4,40    | 9,025   |        | 13,425    | 14,062  | R     |
| 11.     | Marisela Cantú          | Meksyk            | 5,00    | 9,175   |        | 14,175    | 4,60    | 9,075   |        | 13,675    | 13,925  | R     |
| 12.     | Dorina Böczögő          | Węgry             | 5,00    | 8,375   |        | 13,375    | 5,50    | 8,950   |        | 14,450    | 13,912  | R     |
| 13.     | Jelena Zanevskaja       | Litwa             | 4,80    | 9,075   |        | 13,875    | 4,60    | 8,900   |        | 13,500    | 13,687  |       |
| 14.     | Tina Erceg              | Chorwacja         | 4,80    | 8,850   |        | 13,650    | 4,80    | 8,725   |        | 13,525    | 13,587  |       |
| -       | Đỗ Thị Ngân Thương      | Wietnam           |         |         |        | 13,125    |         |         |        | 13,400    | 13,262  | DSQ   |

### Finał
| Pozycja | Zawodnik            | Kraj              | Skok 1  | Skok 1  | Skok 1 | Skok 1    | Skok 2  | Skok 2  | Skok 2 | Skok 2    | Łącznie |
| Pozycja | Zawodnik            | Kraj              | Wynik a | Wynik B | Kary   | Punktacja | Wynik a | Wynik B | Kary   | Punktacja | Łącznie |
| ------- | ------------------- | ----------------- | ------- | ------- | ------ | --------- | ------- | ------- | ------ | --------- | ------- |
| złoto   | Hong Un-jong        | Korea Północna    | 6,50    | 9,350   | 0,3    | 15,550    | 6,50    | 9,250   |        | 15,750    | 15,650  |
| srebro  | Oksana Chusovitina  | Niemcy            | 6,30    | 9,425   |        | 15,725    | 6,00    | 9,425   |        | 15,425    | 15,575  |
| brąz    | Cheng Fei           | Chiny             | 6,50    | 9,575   |        | 16,075    | 6,50    | 8,550   |        | 15,050    | 15,562  |
| 4.      | Alicia Sacramone    | Stany Zjednoczone | 6,30    | 9,450   |        | 15,750    | 5,80    | 9,525   |        | 15,325    | 15,537  |
| 5.      | Ariella Kaeslin     | Szwajcaria        | 6,30    | 9,100   |        | 15,400    | 5,50    | 9,200   |        | 14,700    | 15,050  |
| 6.      | Carlotta Giovannini | Włochy            | 5,80    | 9,225   | 0,1    | 14,925    | 5,90    | 8,275   |        | 14,175    | 14,550  |
| 7.      | Jade Barbosa        | Brazylia          | 5,80    | 8,925   |        | 14,725    | 5,60    | 8,650   |        | 14,250    | 14,487  |
| 8.      | Anna Pawłowa        | Rosja             | 6,50    | 9,125   |        | 15,625    | 0,00    | 0,000   |        | 0,000     | 7,812   |